# Ташков Андрій Євгенович
Ташков Андрій Євгенович (30 липня 1957, Москва, РРФСР, СРСР) — радянський і російський актор театру і кіно. Заслужений артист Росії (1994).

## Біографічні відомості
Народився 1957 р. у Москві в родині кінорежисера Є. Ташкова і актриси К. Савінової. Закінчив Театральне училище ім. Б. Щукіна (1976). 
З 10 липня 1978 року до 9 травня 1979 року служив у трупі Державного академічного Малого театру Росії у Москве.
У 1979—1987 рр. — актор Центрального академічного театру Радянської армії у Москві.
У 1987—1999 рр. — актор Московського драматичного театру ім. О. С. Пушкіна.
Дебютував у кіно 1976 р. ще студентом у стрічці «Життя і смерть Фердинанда Люса». Грав у кінокартинах: «Сищик» (1979, Женя Кулик), «Підліток» (1983, т/ф, 5 о, Аркадій), «Серце не камінь» (1989), «Адвокат» (1990, т/ф) та ін.
Знявся на Одеській кіностудії в фільмі «Камертон» (1978, т/ф, 2 а), знімався у російсько-українських телесеріалах.

### Особисте життя
Був тричі одружений, нині перебуває у неофіційному шлюбі з актрисою Оленою Корєнєвою.

## Фільмографія
- «Діти Ванюшина» (1973, епізод)
- «Життя і смерть Фердинанда Люса» (1976, коридорний в готелі)
- «Приїзжа» (1977, Льоша)
- «Камертон» (1978, т/ф, 2 а, Льоша Кузьмін; реж. В. Новак, Одеська кіностудія)
- «Мамуре» (1979, фільм-спектакль; Лоран, правнук Селіни)
- «Сищик» (1979, Євген Кулик, сержант міліції, «сищик»)
- «Сашко» (1981, Сашко)
- «Підліток» (1983, т/ф, 5 о, Аркадій Макарович Долгорукий; реж. Є. Ташков)
- «Польова гвардія Мозжухіна» (1985, Льошка Шаронов)
- «Дорогий Едісон!» (1986, Віктор Григорович Одинцов)
- «Свавілля» (1989, «Калган» — Юрій Колганов)
- «Серце не камінь» (1989, Ераст, прикажчик Каркунова; реж. Л. Пчолкін)
- «Адвокат» (1990, т/ф, 3 с, адвокат Павло Аркадійович Бешметьєв)
- «Зустрінемося на Таїті» (1991, Сандро)
- «Заряджені смертю» (1991, «Кліщ» (Ігор Матвійович Дружков)
- «Білий король, червона королева» (1992, Микола Тюрін; реж. С. Бодров)
- «Якби знати…» (1993, Андрій Сергійович Прозоров, професор)
- «Твоя воля, Господи!» (1993, Сергій, п'ючий пасажир)
- «Кому я винен — всім прощаю» (1998, Олександр)
- «З новим щастям!» (1999, Микита, бізнесмен, коханець Лори)
- «Третього не дано» (2000, епізод)
- «Любов.ru» (2000, Мєшков)
- «Таємниця Лебединого озера» (2002, слідчий)
- «Шатун» (2002, Федя Бєлкін)
- «Спасибі» (2003, Філімон; реж. Д. Томашпольський)
- «Сестри по крові» (2005—2006, „Крокодил“; Росія—Україна)
- «Флешка» (2006, Олексій, друг Андрія Ігнатова)
- «Ситуація 202» (2007, т/с, Ангел-Перевіряючий; Росія—Україна)
- «Не зрікаються кохаючи...» (2008, Олександр)
- «Про кохання» (2009, Росія—Україна)
- «Людина, яка знала все» (2009, Валерій Дмитрович Стефанов)
- «Правила угону» (2009, Юрій Іванович Шалевич, майор; Росія—Україна)
- «Три жінки Достоєвського» (2010, Федір Михайлович Достоєвський; реж. Є. Ташков, Олексій Ташков)
- «Борис Годунов» (2011, Патріарх Іов)
- «Безсоння» (2013, т/с, Калмиков, почесний член клубу «Безсоння»)
- «Подвійне життя» (2013, Віктор; Україна)
- «Шукачка»/ рос. «Ищейка» (2016, т/с, 1-й сезон (серія № 14), Віктор Іванов, чоловік Алли)
- «Наліт» (2017, т/с, Антон Єгорович Бородін, полковник поліції)
- «Знахар» (2018, т/с, Іван Андрійович, головний лікар дільничної лікарні)
- «Заступники» (2019, т/с, Тимченко, прокурор)
- «Лікар Ліза» (2020, фармацевт)
- «Надвоє» (2022, т/с, начальник)
- «Тайфун» (2022, т/с, Олександр Борисович Соболєв, генерал ФСБ) та ін.

Озвучування і дубляж:
- «Привіт з фронту» (1983, текст листів Ведернікова)
- «Дівчина з обкладинки» (1984, Канада)
- «Ім'я йому Смерть» (1985, США)
- «Залізний орел» (1986, США)
- «Спритники» (1987, Олексій Федорович Зацепін — Юозаса Кіселюса)
- «Великий» (1988, США)
- «Горили в тумані» (1988, США)
- «Герой Хіралал» (1988, Хіралал; Індія)
- «Радощі земні» (1988, Василь Лемєхов в молодості — роль Антона Сіверса)
- «Дорога Олено Сергіївно» (1988, Паша — роль Дмитра Мар'янова)
- «Бризки шампанського» (1989, Володя — роль Олексія Бурикина)
- «Воно» (1990, США—Канада)
- «Історія Діллінджера» (1991, США, Джон Діллінджер — роль Марка Хармона)
- «Кучерявка Сью» (1991, США)
- «Список Шиндлера» (1993, США)
- «Ти знаєш моє ім'я» (1999, США)
- «Мені сниться російський сніг» (2002, документальний, студія DIXI-TV; текст за кадром)
- «Подорож білого слона до білого царя» (2007, анімаційний) тощо...